# نوپسرها برویور
نوپسرها برِویور یک گونه سوسک از خانوادهٔ سوسک‌های شاخک‌دراز است. موریس پیک در سال ۱۹۰۸ آن را بررسی و توصیف کرد. این گونه از سوسک در کشور چین قابل یافت شدن است.